# Arlete Hilu
Arlete Honorina Vitor Hilú, (Itajubá, 6 de abril de 1945 – Porto Feliz, 19 de dezembro de 2023) amplamente conhecida apenas como Arlete Hilú, é uma ex-traficante de bebês confessa, atuante especialmente nos anos 1980 e já condenada e presa, natural de Itajubá (MG), e que viveu no Paraná, no Rio de Janeiro e em Santa Catarina. Ela morreu no interior de São Paulo em 19 de dezembro de 2023.

## Biografia
Arlete Hilú nasceu na cidade de Itajubá, Minas Gerais, em 6 de abril de 1945, filha do casal Zacarias de Morais Vitor e Edith Luiza Heidrich Vitor. Seu local de nascimento costumava ser motivo de disputa, com algumas fontes indicando que ela teria nascido em Curitiba (PR), o que se revelou incorreto. Os endereços conhecidos publicamente estão localizados no bairro Cabral, na capital paranaense, e no centro da cidade de Balneário Piçarras (SC).  
Começou sua carreira como "advogada", embora não fosse diplomada em Direito, na Penitenciária Estadual do Paraná, de onde foi demitida em 1981. A partir de 1983, passou a trabalhar como "curadora especial de menores" e se envolveu no tráfico de crianças. Uma reportagem de 1986 do jornal O Estado de S. Paulo afirmava que a demissão "acabou favorecendo-a ainda mais (...), e daí foi um passo para iniciar a lucrativa atividade de vender bebês brasileiros a casais de vários países". 
Em 1986, a imprensa dava conta de que Arlete Hilú era viúva e tinha um filho, então com 19 anos. Ela era viúva e tinha dois filhos, nascidos em 1967 e em 1984. Em 1986, o jornal O Estado de S. Paulo afirmava que "Arlete parece ter hoje uma invejável situação financeira, sempre apresentada como uma bem-sucedida advogada". A informação sobre o segundo filho de Arlete era desconhecida do jornal.
Hilú apresentava-se ora como advogada, ora como contabilista, por vezes como assistente social ou "curadora especial de menores", às vezes como enfermeira, mas não há informações precisas sobre sua real profissão.

### Paradeiro
O paradeiro de Arlete Hilú era desconhecido publicamente ao menos desde 2016, quando ela tinha 72 anos, segundo uma rede de TV que a entrevistou com exclusividade naquele ano. Ela morava, na época, em uma cidade que a reportagem não precisava além do fato de que se localizava no litoral de Santa Catarina. Hoje, sabe-se que a cidade é Balneário Piçarras. Na entrevista ao programa Repórter Record Investigação, da Record TV, ela confessou os crimes de tráfico de bebês, disse não se arrepender pois os agora jovens adotados estariam, como disse, "maravilhosamente bem", e ainda afirmou que se divertiu na prisão.
Embora não houvesse informações públicas sobre o paradeiro da mulher, o jornalista investigativo brasileiro-israelense Gabriel Toueg, que pesquisa o tráfico de bebês desde 2012, recebeu denúncia de uma fonte anônima segundo quem, no final de 2023, Hilú vivia em uma casa de repouso na cidade de Porto Feliz, no interior de São Paulo, a cerca de 120 km da capital paulista. Ela havia sido internada em 2016.
Outra fonte anônima que teve contato próximo com Hilú nos últimos anos de vida revelou a Toueg que a mulher "não costumava receber visitas na casa de repouso e que usava roupas emprestadas porque não tinha nenhuma". Segundo a família, Arlete havia perdido todos seus bens devido a uma enchente que inundou sua casa em Balneário Piçarras, em Santa Catarina, em 2012.
Arlete faleceu aos 78 anos em Porto Feliz-SP, segundo familiares, ela tinha Alzheimer, e a causa da morte foi um choque séptico de múltiplos focos, que teria evoluído através de uma infecção urinária e uma pneumonia. Ela vivia na casa de repouso desde 2016.

## Esquema de tráfico de crianças
Na década de 1980, um esquema assumidamente liderado por Arlete Hilú tirava ilegalmente bebês do Brasil e os levava de forma clandestina para adoção por famílias estrangeiras, em vários países. Pelos crimes de tráfico de crianças, falsidade ideológica, formação de quadrilha e pela retirada ilegal de crianças do país, Arlete foi condenada duas vezes, entre o fim da década de 1980 e o início dos anos 1990. Há informações divergentes sobre uma eventual terceira prisão, na mesma época.
Segundo a imprensa brasileira da época, Arlete começou a traficar bebês em 1983, mediando a adoção de crianças estrangeiras. Segundo a criminosa, ela o fazia "apenas por assistencialismo", mas cada bebê era vendido por 8 mil a 10 mil dólares (dado de 1986). 

### Contexto
O esquema liderado por Arlete Hilú ocorreu num período em que houve vários casos de desaparecimento de crianças no sul do Brasil, especialmente no Paraná. Em meio a essas ocorrências, dois casos ganharam especial destaque na época: o caso Evandro, com o desaparecimento, por sequestro, e morte do garoto Evandro Ramos Caetano, de apenas 6 anos de idade; e o também desaparecimento de Leandro Bossi, ocorrido dois meses antes do sequestro de Evandro. 
Os dois casos ocorreram na cidade de Guaratuba, no Paraná. Ambos foram esmiuçados pelo jornalista Ivan Mizanzuk no podcast Projeto Humanos. A temporada a respeito do caso Evandro virou série na Globoplay e livro de autoria de Mizanzuk. Embora o envolvimento de Hilú nestes dois casos específicos nunca tenha sido provado de forma definitiva, a polícia do Paraná chegou a levantar, à imprensa, a suspeita de seu envolvimento.

### Alcance do esquema
Arlete Hilú agia principalmente na região Sul do Brasil, para conseguir crianças com traços europeus, o que ela atribuía à "demanda" dos casais estrangeiros, principalmente os que viviam na Europa. Ela agia inicialmente no Paraná, principalmente em Curitiba, mas após ser presa por falsidade ideológica e contrabando, em 1984, começou a operar em cidades vizinhas à capital, usando cartórios menores para obter registros falsos de adoção. A partir daí, a quadrilha passou a agir também em outros estados, como São Paulo, Minas Gerais, Rio de Janeiro e Rio Grande do Sul. Três comparsas passaram a cuidar das operações em Curitiba quando ela se transferiu para o Rio de Janeiro. Com o cerco policial aumentando, ela abriu uma "sede" em Dourados, Mato Grosso do Sul.

### Primeiro caso
Embora o nome de Arlete Hilú apareça vinculado a milhares (a estimativa é de até 12 mil) de casos em que crianças foram retiradas ilegalmente do Brasil e adotadas por casais estrangeiros, com destaque para famílias em Israel e na Europa, o primeiro caso de que se tem notícia foi registrado em Curitiba (PR) em 1983 e ficou conhecido como "caso Fabinho", com o sequestro de um bebê recém-nascido de dentro de uma maternidade na capital paranaense. À época, o Paraná vivia uma onda de desaparecimento de crianças, muitos deles nunca solucionados ou com crianças encontradas mortas, mas a relação desses casos com Arlete Hilú não é comprovada.
O caso Fabinho atraiu a atenção da imprensa e mobilizou a sociedade, sendo solucionado em poucas semanas. A partir da resolução do caso, surge uma denúncia de venda de crianças para "exportação (...) para Israel", todos, aí sim, com intermediação de Arlete Hilú, que cobrava altos honorários em dólares, com a suposta cumplicidade ou ao menos conivência de membros do Juizado de Menores e até de agentes da Polícia Federal.
Apesar de o "caso Fabinho" ser o primeiro amplamente conhecido, existe a suspeita de que a quadrilha de Arlete tenha começado a agir em 1968, quando ela tinha apenas 23 anos.

### Adoções em Israel
O esquema de Arlete Hilú era particularmente atuante em Israel, onde estima-se que cerca de 3 mil crianças teriam sido adotadas com sua intermediação. O número é tão alto que existe hoje no país do Oriente Médio um movimento organizado por jovens que foram adotados ainda bebês ou crianças de forma ilegal e que hoje desejam conhecer a família biológica. Esse grupo é liderado pelo jovem Lior Vilk, um dos adotados, que encontrou parte da família paterna no Brasil e costuma vir ao país ao menos duas vezes por ano.
Chen Levy, uma das "crianças" que foram adotadas nos anos 1980 por pais israelenses, chegou a aprender português e passar uma temporada no Brasil atrás de pistas que pudessem levá-la à mãe biológica, embora não tenha conseguido obter respostas. Ela chegou a dar um depoimento para a novela Salve Jorge, que abordou o assunto.
Em uma entrevista de 2008, a jornalista e documentarista israelense Nili Tal explicou que em Israel "não temos crianças (disponíveis) para adoção. Por isso, famílias israelenses que queriam filhos viajavam para países do 3º mundo antes que Madonna e Angelina (Jolie) o fizessem. Nos anos 1980, elas descobriram a oportunidade de adotar no Brasil. Era longe e caro, mas toparam".
Apesar do cometimento dos crimes, parte da sociedade israelense se comoveu e a apoiou quando ela foi presa no país, em abril de 1986. O jornalista Moisés Rabinovici, correspondente do Estadão em Israel à época, cobriu o caso e escreveu no jornal brasileiro uma matéria em que contava que "Muitos israelenses estão dispostos a se atirar sobre a pista do aeroporto de Tel-Aviv para impedir que algum avião decole levanto a mineira Arlete Hilú de volta para o Brasil, onde ela está com prisão preventiva decretada". Na mesma reportagem, Rabinovici conta que "pais de crianças adotadas superlotaram (...) o tribunal, cantando e segurando rosas para proteger Arlete até mesmo dos repórteres". 
Outra reportagem da época, publicada na imprensa israelense, assim descreveu a acolhida: "Hilú fugiu para Israel e foi devotamente amparada por famílias adotivas que se beneficiaram de seus 'serviços', pessoas que a consideram uma heroína por tê-las ajudado em um momento estressante". O jornal fazia referência à luta das famílias locais para adotar um bebê. 

#### Caso Bruna

###### Ver artigo principal:Caso Bruna Vasconcelos
Um caso de enorme repercussão em que Arlete Hilú esteve também envolvida ocorreu em 1986. A menina Bruna Aparecida Vasconcelos foi sequestrada de sua casa, em Curitiba, aos 4 meses de idade, por uma falsa babá ligada à quadrilha de Hilú. A bebê foi então levada para fora do Brasil através da Ponte da Amizade, para o Paraguai, e de lá para Israel, onde foi adotada por uma família local e ganhou o nome Caroline. 
O episódio gerou muita comoção à época, tanto em Israel como no Brasil. Em meio a uma longa disputa judicial, que levou a mãe de Bruna, Rosilda Gonçalves, até Israel para lutar pelo retorno da filha, a Suprema Corte israelense acabou ordenando a "devolução" da bebê à família biológica. Isso só aconteceria, porém, em 1988, quase dois anos depois do sequestro. 
A luta de Rosilda foi acompanhada exaustivamente pela imprensa. Uma das primeiras jornalistas a revelar o caso no Brasil, Elza Oliveira contou, ao podcast Rádio Novelo Apresenta, de 2023, que "[Rosilda] ficava atrás de todo mundo, ia na polícia o tempo inteiro. Ela nunca desistiu, bateu na porta da polícia, dos deputados, foi pra Brasília, foi no Itamaraty, ela realmente foi uma mulher muito guerreira".
Marisa Vieira, a falsa babá que havia levado Bruna, segundo Elza, "tinha sido contratada [por Rosilda], chegou na casa e deu um dinheiro pra esse menino [irmão de Bruna, então com 12 anos] e falou assim: 'Ó, fiquei devendo um dinheiro pra sua mãe, porque ela me emprestou, e vim aqui pagar, queria que você fosse ali no botequinho da esquina trocar o dinheiro'. O menino saiu pra ir no boteco da esquina e quando voltou, a moça tinha ido embora com a Bruna". Dois dias depois do sequestro Marisa foi presa em Curitiba, o que acabou ajudando a polícia a descobrir o paradeiro da bebê
Em Israel, o caso gerou imensa repercussão, com a foto da menina e da mãe estampando páginas de jornais, aparecendo na TV. O público ficou dividido sobre o retorno dela para o Brasil após a adoção pelo casal local. Em 2006, vinte anos depois do caso, a jornalista e documentarista israelense Nili Tal encontrou Bruna no Brasil e acompanhou sua vida em Curitiba. A pesquisa de Nili Tal virou um documentário.

### Casos em outros países
Havia ainda interceptadores na Europa, no Canadá e nos Estados Unidos. As crianças da região Sul, mais precisamente do Paraná, Vale do Itajaí (SC) e Camboriú (SC), eram as mais procuradas por serem brancas, com traços europeus. Como nos estados do Sul houve grande colonização de países europeus, tais traços foram mantidos ao longo de gerações entre grande parte da população local. "As que tinham olhos claros valiam mais no 'mercado'".
De acordo com dados de João Santos Filho, que em 1985 era presidente da extinta Comissão Nacional do Menor (embrião do atual Conselho Nacional dos Direitos da Criança e do Adolescente - Conanda, criado a partir de previsão no artigo 88 do Estatuto da Criança e do Adolescente (ECA), a quadrilha de Arlete Hilú comercializava "cerca de 2 mil bebês por mês". O ex-presidente do órgão declarou à imprensa, já em 1986, que o grupo agia "em todo o Brasil".

### Prisões e condenações

#### Suspeita da PF e crime não tipificado
Em 1983, a Polícia Federal já suspeitava do envolvimento de Arlete Hilú no tráfico de bebês - e chegou inclusive a considerar que ela também poderia estar envolvida no tráfico de drogas, o que nunca seria provado. Mesmo com a suspeita da PF, que grampeou o telefone da traficante, ela ficou impune porque naquele ano o Código Penal ainda não tipificava o crime de tráfico de pessoas. Em 1984, o CP passou a criminalizar em seu artigo 245, parágrafos 1º e 2º, o envio de menor de idade ao exterior, nestes termos:
Art. 245 - Entregar filho menor de 18 (dezoito) anos a pessoa em cuja companhia saiba ou deva saber que o menor fica moral ou materialmente em perigo: (Redação dada pela Lei nº 7.251, de 1984)
Pena - detenção, de 1 (um) a 2 (dois) anos. (Redação dada pela Lei nº 7.251, de 1984)
§ 1º - A pena é de 1 (um) a 4 (quatro) anos de reclusão, se o agente pratica delito para obter lucro, ou se o menor é enviado para o exterior. (Incluído pela Lei nº 7.251, de 1984)
§ 2º - Incorre, também, na pena do parágrafo anterior quem, embora excluído o perigo moral ou material, auxilia a efetivação de ato destinado ao envio de menor para o exterior, com o fito de obter lucro. (Incluído pela Lei nº 7.251, de 1984)
O crime de tráfico de crianças só seria definitivamente tipificado no CP em 2016, a partir da lei 13.344/16, que inseriu o artigo 149-A e revogou expressamente os artigos 231 e 231-A. O artigo 149-A menciona a adoção ilegal em seu item IV e assim versa, com a previsão de pena de 4 a 8 anos de prisão e multa:
Agenciar, aliciar, recrutar, transportar, transferir, comprar, alojar ou acolher pessoa, mediante grave ameaça, violência, coação, fraude ou abuso, com a finalidade de: (Incluído pela Lei nº 13.344, de 2016) (Vigência)
I - remover-lhe órgãos, tecidos ou partes do corpo; (Incluído pela Lei nº 13.344, de 2016) (Vigência)
II - submetê-la a trabalho em condições análogas à de escravo; (Incluído pela Lei nº 13.344, de 2016) (Vigência)
III - submetê-la a qualquer tipo de servidão; (Incluído pela Lei nº 13.344, de 2016) (Vigência)
IV - adoção ilegal; ou (Incluído pela Lei nº 13.344, de 2016) (Vigência)
V - exploração sexual. (Incluído pela Lei nº 13.344, de 2016) (Vigência)
Pena - reclusão, de 4 (quatro) a 8 (oito) anos, e multa. (Incluído pela Lei nº 13.344, de 2016) (Vigência)

#### Prisão no Rio Grande do Sul
Apesar de escapar das denúncias de tráfico em função de não haver tipificação do crime àquela altura, Arlete Hilú foi presa no Rio Grande do Sul em 1984 por contrabando e falsidade ideológica, mas pagou fiança e voltou a atuar na mesma atividade, vendendo bebês para o exterior. Para driblar a polícia, ela passou a atuar em cidades no entorno de Curitiba, de menor porte, usando cartórios para obter registros falsos de adoção.

#### Prisão em Israel
Em meados de 1985, Arlete Hilú teve a primeira prisão decretada no Brasil, mas ela tinha saído do país 15 dias antes da decretação, usando um avião fretado que teria saído do Mato Grosso. Ela ficaria por um período em Israel e seria presa em Tel Aviv cerca de um ano depois, em 16 de abril de 1986. Ela era acusada de entrar em Israel ilegalmente, com uso de passaporte falso, em nome de Vilma Pereira de Oliveira, de ter outros passaportes em seu poder. 
Outra das acusações era diretamente relacionada ao tráfico de crianças: ela teria recebido 20 mil dólares por um bebê brasileiro. Naquela ocasião, a imprensa israelense dizia que mais de mil casais locais criavam bebês nascidos no Brasil. O advogado de Arlete em Israel à época de sua prisão no país, Shmuel Peer, disse na ocasião que a hipótese de que algumas das crianças levadas a Israel teriam sido sequestradas no Brasil se justificava porque se tratavam "de favelados, sem nenhuma perspectiva de vida e que corriam risco de morrerem [sic] de fome". 
O uso do documento falso lhe renderia mais tarde a acusação, no Brasil, de falsidade ideológica. Arlete alegou ser advogada para tentar se livrar da prisão em Israel. Na sequência da prisão, ficou detida por 14 dias em Tel Aviv por determinação do Tribunal de Justiça local. Na ocasião, conforme reportado pela imprensa à época, a polícia israelense suspeitava de que ela fosse "a líder de um 'negócio' de transferência ilícita para Israel de bebês brasileiros para serem adotados por casais daquele país, que os adquiriram pagando vultosas quantias em dólares".

#### Prisão na fronteira Brasil-Paraguai
Diante da repercussão do caso, Arlete mudou o esquema e passou a viajar, levando ela mesma mulheres brasileiras grávidas, já no período final da gestação, para o Paraguai, onde seus filhos então nasceriam. Em uma das viagens, Arlete foi presa na Tríplice Fronteira em 3 de dezembro de 1986, ao atravessar a Ponte da Amizade com passaportes em branco, certidões de nascimento, documentos de identidade e algumas autorizações de adoção falsas. Também teriam sido encontrados com ela fraldas e roupas infantis. O jornal Hadashot, de Israel, comentou, em nota sobre a prisão da traficante, que ela era "suspeita de ter entregado mais de 1.000 bebês a casais estrangeiros".
Ela ficou presa em Foz do Iguaçu e, em março de 1987, foi transferida para Curitiba. A primeira condenação ocorreria meses depois, em 18 de agosto de 1987, por uso de documento falso, falsidade ideológica e formação de quadrilha. À época, o tráfico de menores ainda não era crime.

#### Condenações
Em 1988, Arlete Hilú foi condenada a uma pena de 2 anos de prisão pela Justiça brasileira pelos crimes de tráfico de crianças, falsidade ideológica e formação de quadrilha, e também por ter retirado clandestinamente crianças do país. Ela ficou presa ao longo de dois anos na Penitenciária Estadual do Paraná. Em 1992, foi presa novamente por continuar comandando o esquema de venda de crianças.
Anos antes, em 1982, Arlete teve prisão preventiva decretada no Paraná, mas conseguiu escapar, aparentemente para o Rio de Janeiro (RJ), levando à revogação da ordem de prisão. Dois anos depois, em 1984, quando outros casos foram denunciados, ela conseguiu fugir novamente, apesar de a casa em que estava ter sido cercada pela polícia.
Os processos envolvendo Arlete e as adoções ilegais correm em segredo de justiça há mais de 20 anos.

## Envolvidos

### Suposto envolvimento de autoridades
O esquema supostamente envolvia propinas a Juizados de Menores, cartórios, policiais federais, juízes, além do envolvimento direto de advogados, profissionais de saúde (como médicos e enfermeiros) em maternidades. A quadrilha cobrava até 25 mil dólares de casais e de famílias estrangeiros pela intermediação. Em entrevista concedida em 2016, Arlete Hilú afirmou que as crianças eram vendidas aos pais adotivos por "1,2 mil, 1,3 mil dólares", mas há controvérsias sobre os reais valores, inclusive com famílias adotivas confirmando terem pago valores muito superiores.
Em entrevista concedida à Record TV em 2016, Arlete Hilú chama o esquema de "máfia" e diz que havia "gente dentro da Polícia Federal que vendia os passaportes em branco". Os documentos eram necessários para retirar as crianças do país.  
Segundo relato de 1986 na imprensa, "organizações internacionais, empenhadas nas campanhas de controle de natalidade, (...) estão envolvidas diretamente com o tráfico de crianças". A reportagem ainda informa que existiam à época, em São Paulo (SP), "agências montadas com a finalidade de encaminhar para o exterior bebês brasileiros".

### Outros envolvidos

#### Carlos Cesário Pereira
A quadrilha de Arlete Hilú envolvia a atuação de outras pessoas, com diferentes papéis dentro do esquema. Carlos Cesário Pereira, conhecido como "Anjo", foi apontado pela Polícia Federal em 1987 como integrante do grupo responsável pelo tráfico de crianças. Em 2012, ele disse "manter uma relação de amizade com muitos deles [das crianças adotadas] que hoje vivem no exterior". 

#### Valdemar Reinert
O esquema exigia a emissão de passaportes para que os bebês e crianças pudessem ser levados para fora do país. Segundo Arlete, o responsável por conseguir os passaportes junto à Polícia Federal era Valdemar Reinert. "Dentro da Polícia [Federal] existem umas caixas cheias de passaportes que eram para terem sido queimados e não foram", ela diz durante entrevista. Ela afirma não saber se quem pegava de lá os passaportes era Reinert, mas que ele tinha "conhecimento" de quem o fazia. Os documentos usados pela quadrilha eram obtidos, segundo o relato da mulher, em branco, sem uso. Reinert e Arlete foram presos juntos pelo Artigo 242 do Código Penal, que prevê pena de 2 a 6 anos de prisão por "(...) registrar como seu o filho de outrem; ocultar recém-nascido ou substituí-lo, suprimindo ou alterando direito inerente ao estado civil".

#### Alceu Martins Ricci e José Miguel Calabresi
Em reportagem da Record TV de 2016, os nomes do juiz Alceu Martins Ricci e do escrivão José Miguel Calabresi, ambos já falecidos, aparecem como envolvidos, indicados pela própria Arlete Hilú em depoimento anterior à Justiça. Ambos, segundo o depoimento, fariam parte do esquema. "O juiz sabia [do esquema], é claro que sabia", diz Arlete na entrevista à Record TV. Ela também sugere que o magistrado conhecia o esquema em detalhes. Segundo ela, o juiz também recebia uma parte do dinheiro. "Uma pequena parte, mas recebia", diz. Mesmo indicados no depoimento, Ricci e Calabresi não foram condenados à época.

#### Zacarias de Morais Victor Filho
Irmão de Arlete Hilú, o nome de Zacarias aparece em reportagem de 1986 como parte da quadrilha, responsável, ao lado de Valdemar Reinert e Jurandir Giorno, de levar até Arlete as crianças, de carro.

#### Magda Reinert e Rosi Reinert Paiva
As duas mulheres, sobre quem não há muitas informações disponíveis além do fato de que são irmãas, também integravam a quadrilha. Elas foram presas juntas em outubro de 1986.

#### Terezinha Cardoso dos Santos Cavaleski
Era na casa de Terezinha Cardoso dos Santos Cavaleski, em Curitiba, que os bebês sequestrados ou "prontos" para serem levados ao exterior eram mantidos antes de serem vendidos. Em outubro de 1985, a polícia resgatou três bebês, com cerca de 15 dias de vida, na casa de Terezinha. Eles seriam levados para o Rio de Janeiro, de onde partiriam para o exterior. Terezinha era acusada de envolvimento na morte de uma criança, depois de comparecer ao IML da cidade com uma criança no colo morta.

#### Marisa Vieira e Rodolfo Garcia
Marisa Vieira e Rodolfo Garcia foram responsáveis por sequestrar a menina Bruna Vasconcelos, de apenas 4 meses de vida, de sua casa em Curitiba, em outubro de 1986. Contratada pela mãe da menina como babá, Marisa na realidade integrava a quadrilha de Arlete Hilú e levou o bebê até ela para que fosse posteriormente adotada pela família Turgeman, de Israel. Rodolfo foi o responsável por entregar a bebê à quadrilha, que a tirou do Brasil pelo Paraguai. Dois dias depois do sequestro, a falsa babá foi presa e condenada a 2 anos e 11 meses de prisão, mas àquela altura a bebê já havia sido levada para Israel. O paradeiro da menina só seria conhecido meses depois, quando outro comparsa seria preso e denunciaria o destino.

## Na imprensa

### Cobertura
O esquema de Arlete Hilú tem sido acompanhado extensivamente pela imprensa brasileira, com destaque para o jornal paranaense Correio de Notícias, já descontinuado. Entre o fim da década de 1980 e o início da década seguinte, houve também destaque dos casos na imprensa internacional. 
Alguns casos pontuais têm sido cobertos de forma esporádica mais recentemente por veículos como Jornal Hoje, g1, UOL Notícias, Metrópoles, BBC News Brasil, Record TV, Estadão, Diário Catarinense, O Município Blumenau, Folha de Londrina, Oeste em Foco, Jornal Opção, OCP News, RJ4 News, entre outros. Embora a maioria citada seja sobre casos diretamente relacionados a Arlete Hilú, alguns tratam de temas relacionados, como a venda de crianças. Em 2023, o episódio 22 do podcast Rádio Novelo Apresenta abordou o tema. 
O tema também tem sido abordado em sites de órgãos como o Conselho Nacional do Ministério Público (CNMP) e o Ministério Público de Santa Catarina (MPSC) e é tópico de textos opinativos como este, do portal Jusbrasil.

### Investigação jornalística
Casos envolvendo Arlete Hilú e de outras histórias de adoção ilegal de crianças brasileiras por famílias estrangeiras têm sido pesquisados pelo jornalista investigativo brasileiro-israelense Gabriel Toueg ao menos desde 2012. O jornalista já publicou histórias na imprensa a respeito do tema e prepara um livro sobre o assunto.
O esquema de Arlete Hilú veio inicialmente à tona após reportagens de 1983, de autoria da jornalista curitibana Elza Oliveira, que à época escrevia para o jornal carioca O Globo. Ela conseguiu dar repercussão local ao caso ao enviar, para o jornal O Estado do Paraná, veículo da imprensa curitibana, um texto publicado anteriormente no jornal carioca, assinando como Elza Aparecida. "Eu entreguei o meu texto (...) e o jornal Estado do Paraná publicou. No Globo eu assinava Elza Oliveira, no Estado do Paraná eu assinei Elza Aparecida - do ponto de vista ético talvez não tenha sido uma coisa absolutamente correta", contou. "Pelo menos eu consegui garantir uma repercussão maior aqui, local". 
A partir da publicação na imprensa local, a história começou a ganhar contornos locais e teve repercussão mais ampla, inclusive internacional. A jornalista narrou a história para o podcast Rádio Novelo Apresenta, episódio 20, "Importação e exportação".
Assim como ela, o jornalista Rogério Galindo, do Jornal Plural, também de Curitiba, tem se debruçado na pesquisa sobre Arlete Hilú nos últimos anos. Galindo foi aluno de Elza Oliveira e a entrevistou para o podcast Rádio Novelo Apresenta, em que a profissional contou como se envolveu na cobertura do assunto. Outros jornalistas também se dedicaram ao longo do tempo a investigar o assunto, como a brasileira Mônica Foltran, que fez uma série de reportagens especiais para o jornal Diário Catarinense, e a israelense Nili Tal, autora de documentários sobre o assunto.

## Cultura popular

### Novela
O drama das crianças ficou amplamente conhecido no Brasil durante a exibição da novela Salve Jorge, da TV Globo, de autoria de Gloria Perez. O folhetim, que esteve no ar em horário nobre entre 2012 e 2013, não apenas abordou o assunto como o fez mesclando a história fictícia da personagem Aisha (interpretada pela atriz Dani Moreno) com depoimentos reais de crianças que hoje vivem em outros países e seguem buscando suas famílias biológicas. Na novela, Aisha é nascida no Brasil e filha adotiva do casal turco Berna (Zezé Polessa) e Mustafa (Antonio Calloni). Ela faz faculdade, tem uma boa relação com os pais adotivos, mas - assim como nos casos reais, está obcecada pela ideia de conhecer suas origens brasileiras.
Entre os casos reais que a novela levou ao conhecimento do público estão as histórias de Ron Yehezkel, nascido em Pelotas (RS) em 1986, que diz, em seu depoimento veiculado no folhetim, sentir-se um pouco brasileiro; ou a de uma garota que mora em Israel mas foi entregue aos pais adotivos por intermediários na Alemanha; ou de Inbal Adiv Gabriel, que nasceu no Rio de Janeiro (RJ) em 1986 e "quer entender a razão de ter sido entregue pela mãe biológica"; ou a de Fabiana Soares, nascida em Fortaleza (CE) em 1985 e levada para Israel com apenas 15 dias de vida. ou a de Lior Vilk, traficado em 1985, que procura a família biológica há anos e conta que seus documentos foram todos falsificados. Outra israelense, Chen Levy, também deu depoimento à novela. Os depoimentos foram veiculados durante o desenrolar da trama e não estão mais disponíveis online.
Ao longo da exibição do folhetim, a TV Globo chegou a criar um canal telefônico e um site na internet para dar orientações e ajudar a esclarecer dúvidas sobre tráfico e exploração de pessoas, exploração sexual, exploração de crianças e adolescentes e trabalho escravo, além de orientar sobre onde buscar ajuda no Brasil e no exterior.

### Documentários de Nili Tal
O tema da adoção ilegal de crianças brasileiras, especificamente em Israel, foi abordado em um documentário produzido pela jornalista e cineasta israelense Nili Tal. O filme acompanha a trajetória de Ayelet Zamir, Danala Drori e as gêmeas Alma e Anna Rahab - quatro jovens nascidas no Brasil e adotadas por casais israelenses após serem traficadas nos anos 1980. Tal viaja com elas ao Brasil em busca das mães biológicas das jovens. Em 2007, ela lança "The Girls from Brazil", que narra a viagem e a luta das jovens.
Nili Tal também produziu, em 2008, o documentário "Bruna", que se debruça sobre o paradeiro da bebê curitibana sequestrada em 1986. Vinte anos depois do caso, a cineasta vem ao Brasil, encontra Bruna e acompanha sua vida, mostrando no filme o que aconteceu à agora jovem desde seu retorno ao Brasil por decisão judicial em 1988. Os filmes de Nili Tal não estão disponíveis no Brasil.

### Série 'Adotados'
As adoções ilegais de crianças e bebês por meio do esquema de Arlete Hilú foram retratadas na série documental brasileira "Adotados", que revela alguns casos de busca dos jovens por famílias biológicas e das mães biológicas por filhos desaparecidos, algumas inclusive com desfecho esperado por ambos os lados. A série acompanha a saga de alguns dos milhares de casos em que o esquema estaria envolvido. Originalmente distribuída pelo canal a cabo Discovery Channel, no programa Investigação Discovery, o documentário em 7 episódios pode ser também assistido mediante assinatura no serviço on demand Amazon Prime Video.

### Série 'Avudim'
Em março de 2017, uma ampla investigação sobre Arlete Hilú e sobre os adotados em Israel foi tema de um programa da série israelense Avudim ("perdidos", em tradução do hebraico). Jovens que foram adotados na primeira infância e levados para Israel são entrevistados no programa - e apenas um deles consegue, graças à atração, localizar a família biológica. Todos os outros ficaram sem informações. As histórias foram contadas nos episódios 1 (exibido em 15 de março de 2017) e 2 (em 22 de março de 2017) da 9ª temporada. O programa, apresentado pela repórter investigativa Tsufit Grant, se dedica a ajudar pessoas sem condições financeiras na busca por parentes perdidos.

### Filme de 1984
A comédia dramática A Filha dos Trapalhões, de 1984, toca no assunto do tráfico de crianças, que estava em voga à época dos casos envolvendo Arlete Hilú. O enredo gira em torno de Júlia, uma trapezista que, sem conseguir emprego, se vê obrigada a vender a filha para uma quadrilha que comercializa crianças fora do Brasil. O roteiro é baseado no filme O Garoto, de Charlie Chaplin. 